# Giuseppe Alberti
Giuseppe Alberti (ur. 17 czerwca 1965 w Este) – włoski duchowny katolicki, biskup Oppido Mamertina-Palmi od 2023.

## Życiorys
Święcenia kapłańskie otrzymał 10 czerwca 1990 i został inkardynowany do diecezji Padwy. Początkowo pracował jako asystent w niższym seminarium diecezjalnym. W latach 2000–2011 był misjonarzem w ekwadorskiej diecezji Tulcán, gdzie pełnił funkcję wykładowcy, wychowawcy i rektora w miejscowym seminarium. Po powrocie do kraju został moderatorem wspólnoty w Villafranca Padovana, a następnie objął probostwo w Solesino.
21 września 2023 papież Franciszek mianował go ordynariuszem diecezji Oppido Mamertina-Palmi. 
19 listopada 2023 otrzymał święcenia biskupie w Katedrze Matki Bożej Wniebowziętej w Padwie. Głównym konsekratorem był Claudio Cipolla, biskup Padwy.  